# I Am Machine
I Am Machine è il secondo singolo estratto dall'album del 2015 Human del gruppo canadese Three Days Grace. Il brano, pubblicato il 28 settembre 2014, ha preceduto l'uscita dell'album.

## Video musicale
Il videoclip è stato pubblicato il 28 settembre 2014 e mostra i componenti del gruppo intenti ad eseguire il brano in uno studio.

## Formazione
Gruppo
- Matt Walst – voce
- Barry Stock – chitarra
- Brad Walst – basso, voce
- Neil Sanderson – batteria, voce, tastiera, programmazione

Produzione
- Gavin Brown – produzione
- Lenny DeRose – registrazione
- David Mohacsi, Alastair Sims – editing Pro Tools
- Kevin O'Leary, Alex Krotz, Trevor Anderson – assistenza in studio
- Chris Lord-Alge – missaggio
- Keith Armstrong, Nik Karpen – assistenza missaggio
- Dmitar "Dim-E" Krnjaic – assistenza aggiuntiva
- Joe LaPorta – mastering